# Martyn Witiuk
Martyn Witiuk, ukr. Мартин Вітюк (ur. 1900 lub 1904, zm. 17 maja 1946) – ukraiński mieszkaniec Klekotowa, Sprawiedliwy wśród Narodów Świata, ofiara zbrodni ukraińskich nacjonalistów.

## Życiorys
Urodzony w 1900 lub 1904 roku. W czasie II wojny światowej mieszkał wraz z żoną i dziećmi w Klekotowie w przedwojennym województwie tarnopolskim.
Od czerwca 1943 doku do końca okupacji niemieckiej Martyn Witiuk dostarczał zapasy trzem Żydom ukrywającym się w lesie w pobliżu Klekotowa - Leibowi Blaustejnowi, Benjowi Ponikwerowi i Kalmanowi Hornikowi. Fakt udzielania pomocy ukrywał nawet przed najbliższą rodziną. Żydzi doczekali w ukryciu do zajęcia tych terenów przez Armię Czerwoną w lipcu 1944 roku.
Mieszkańcy Klekotowa dowiedzieli się o pomocy udzielanej przez Witiuka Żydom po wyjściu jego podopiecznych z ukrycia. Według Instytutu Jad Waszem taka postawa sąsiada spotkała się z ich dezaprobatą. 17 maja 1946 roku Martyn Witiuk został zamordowany przez ukraińskich skrajnych nacjonalistów, co miało być karą za pomoc Żydom.

## Upamiętnienie
W 2004 roku Instytut Jad Waszem uhonorował pośmiertnie Martyna Witiuka tytułem Sprawiedliwego wśród Narodów Świata.